# Pepernoot

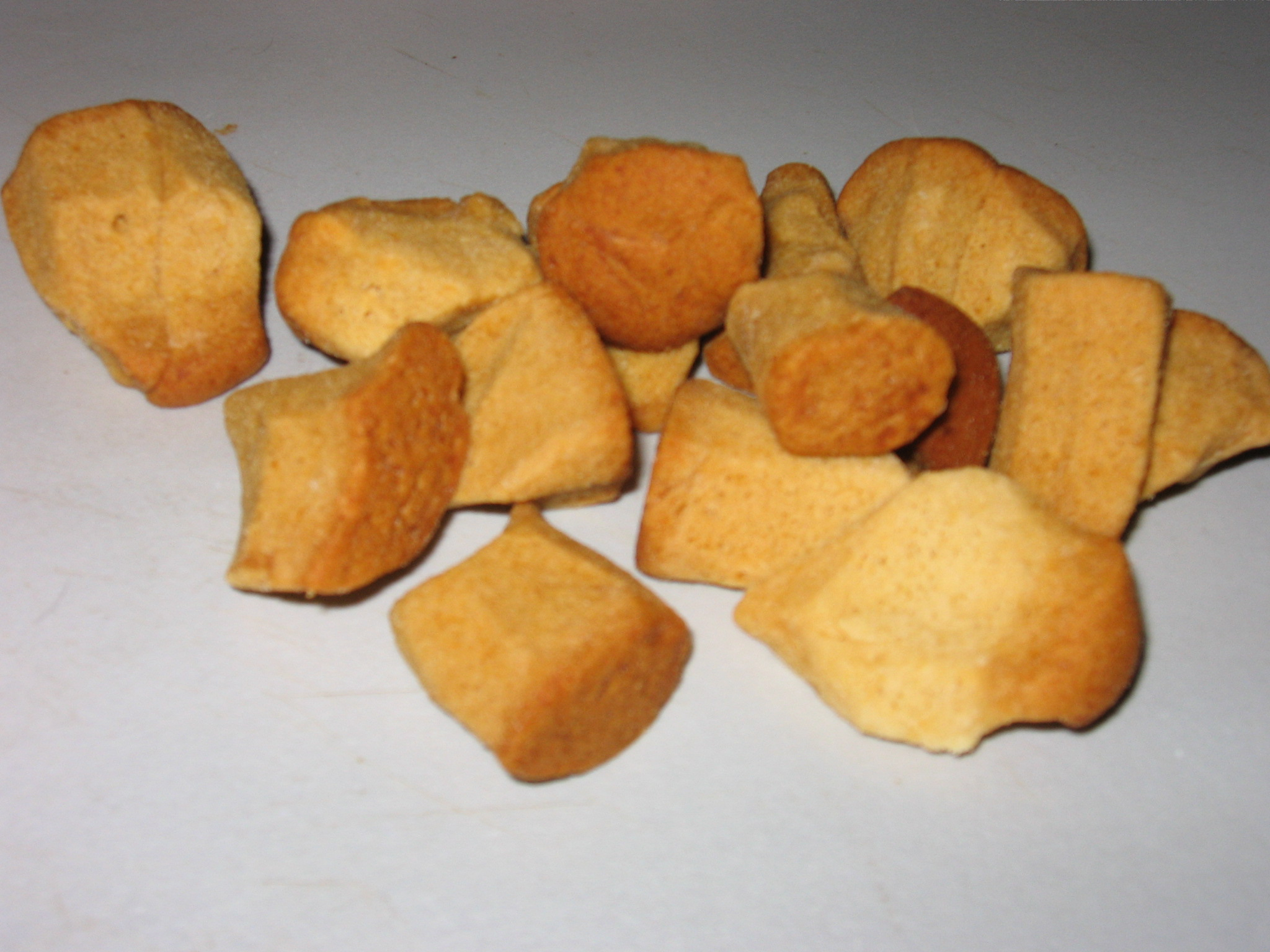
Pepernoten.

El pepernoot, o en plural pepernoten, es una especie de galletas con sabor a caramelo, que se sirve tradicionalmente en las celebraciones del Sinterklaas en Holanda y en los lugares donde se celebra San Nicolás. La denominación pepernoot viene a traducirse como "nuez especiada", la palabra 'peper' significa en este contexto especiado.

## Características
El pepernoot es de color marrón claro, posee formas irregulares y se prepara con los mismos ingredientes que el taai-taai, además tiene un tamaño similar al de una nuez ('noot' significa nuez en neerlandés).
No se debe confundir los pepernoten con los kruidnoten, que emplea los mismos ingredientes que el speculaas. Éste no es tan consistente como el pepernoot.